# (24112) 1999 VO23
1999 في أو 23 (ويعرف أيضًا باسم (24112) 1999 في أو 23 وفق تسمية الكوكب الصغير) (بالإنجليزية: 1999 VO23)‏ هو كويكب ضمن حزام الكويكبات؛ وترتيبه 24112 من حيث الاكتشاف.
اكتُشف هذا الجُرم الفلكي بواسطة Charles W. Juels ‏ في 14 نوفمبر 1999.

## وصلات خارجية
- (24112) 1999 VO23 في قاعدة بيانات مختبر الدفع النفاث لأجرام النظام الشمسي الصغيرة

- الاكتشاف · مخطط المدار ·  العناصر المدارية · المعلمات المادية

- (24112) 1999 VO23 على موقع ويكي سكاي: DSS2, SDSS, GALEX, IRAS, Hydrogen α, X-Ray, Astrophoto, Sky Map, Articles and images